# Stewart Cowley
Stewart Cowley (1947) é um escritor de ficção científica, notório por sua série "Sociedade de Comércio da Terra" (Terran Trade Authority). Suas obras foram ilustradas por nomes como Jim Burns, Alan Daniels, Peter Elson, Fred Gambino, Colin Hay, Robin Hiddon, Bob Layzell, Angus McKie, Chris Foss, Chris Moore, Tony Roberts e Trevor Webb.

## Biografia
Stewart Cowley nasceu em 24 de maio de 1947 iniciou sua carreira como designer, mas a partir do final da década de 1970 veio a se dedicar exclusivamente à escrita de obras de de ficção científica. Atualmente ele se dedica à publicação de livros infantis, muito embora haja um escritor homônimo na mesma área.

### Terran Trade Authority
Os quatro volumes originais da série Terran Trade Authority. No Brasil, o primeiro volume foi publicado pela AO Livro Técnico S.A..
- Naves Espacias de 2000 a 2100 (Spacecraft 2000-2100 AD (por Stewart Cowley, 1978) (Edições lançadas no UK, EUA e BR) [SC1]
- Great Space Battles (por Stewart Cowley e Charles Herridge, 1979) (UK/EUA) [GSB]
- SpaceWreck: Ghost Ships and Derelicts of Space (por Stewart Cowley, 1979) (UK/EUA) [SW]
- Starliners: Commercial Travel in 2200 AD (por Stewart Cowley, 1980) (UK/EUA) [SL]

Acerca desses quatro volumes da série Terran Trade Authority, Stewart Cowley afirmou numa entrevista:
| “                | The book [Spacecraft 2000-2100 AD] went on to sell 800,000 copies in eight languages so they asked me to do a sequel. Space Battles was produced in 3 weeks and as you rightly point out in your review, suffered in quality as a result. That also did well, nevertheless, and they commissioned a further title. The strong sales of both books gave me more clout and I was able to insist on having more time to complete the following two titles; Spacewreck and Starliners. | ” |
| — Stewart Cowley | |   |

### Galactic Encounters
A Galactic Encounters foi uma série composta por seis livros escritos por Stewart Cowley sob o pseudônimo de "Steven Caldwell", um fictício habitante do século XXIV. Os volumes foram publicados pela Intercontinental Book Productions e republicados pela Crescent Books nos Estados Unidos. No Brasil, foram publicados pela Círculo do Livro.
- Guia Ilustrado da Galáxia Habitada - Seres do Espaço (Aliens in Space: An illustrated guide to the inhabited Galaxy - 1979, UK/EUA)
- Star Quest: An incredible voyage into the unknown (1979, UK/EUA)
- The Fantastic Planet: A World of Magic and Mystery (1980, UK/EUA)
- Dangerous Frontiers: the fight for survival on distant worlds (1980, UK) (lançado como Settlers in Space: The fight for survival on distant worlds nos EUA)
- Worlds at War: An Illustrated Study of Interplanetary Conflict (1980, UK/EUA)
- Space Patrol: The Official Guide to the Galactic Security Force (1980, UK/EUA)

| “                | I'm afraid I must also own up to the Galactic Encounters series by Steven Caldwell. I'm not proud of those six books. I was approached by another publisher to write for them, and they offered me enough money for me to quit my job as a designer and become a full-time writer. I confess that I just did it for the dough and all I had to work with were the images that I had rejected for my earlier books. It wasn't only for contractual reasons that I used the pseudonym of Steven Caldwell. So that's the story behind the TTA in a nutshell. | ” |
| — Stewart Cowley | |   |

### Sequências
Em 2006 as séries iniciadas por Stewart Cowley foram resgatadas por outros autores, mas com a participação direta ou indireta do próprio Cowley.
- Spacecraft 2100 to 2200 AD (K. Scott Agnew, Jeff Lilly & Stewart Cowley) (2006)
- Local Space: A Guide to the TTA Universe (2006)
- The Terran Trade Authority Roleplaying Game (K. Scott Agnew & Jeff Lilly, com prefácio de Stewart Cowley)  (2006) (Book info)